# Margarida Corceiro
Margarida Corceiro (* 26. Oktober 2002 in Santarém), besser bekannt als Magui Corceiro, ist eine portugiesische Schauspielerin und Model.

## Leben und Karriere
Corceiro wurde am 26. Oktober 2002 in Santarém geboren. Ihr Debüt gab sie 2019 in der Fernsehserie Prisioneira, eine Telenovela des Senders TVI. 2020 war sie in der nächsten TVI-Telenovela Bem me Quer zu sehen.
Ab 2019 war sie mit dem Fußballspieler João Félix liiert. Die beiden gaben 2023 jedoch ihre Trennung bekannt.
Seit 2022 bis 2023 spielte sie in  Quero É Viver mit, erneut eine Telenovela der TVI.

## Filmografie
- 2019–2020: Prisioneira
- 2020–2021: Bem me Quer
- 2022–2023: Quero É Viver
- 2023–2024: Morangos com Açúcar
- 2024: #NaWeb
- 2024: Cites
- 2024–2025: A Fazenda
- 2025: Punto Nemo